# أشلي هارينجتون
أشلي هارينجتون هي ممثلة كندية، ولدت في 24 أكتوبر 1989 في نانيامو إي في كندا.

## وصلات خارجية
- أشلي هارينجتون على موقع IMDb (الإنجليزية)
- أشلي هارينجتون على موقع قاعدة بيانات الفيلم (الإنجليزية)